# Parapotamonoides
Parapotamonoides is een geslacht van kreeftachtigen uit de klasse van de Malacostraca (hogere kreeftachtigen).

## Soort
- Parapotamonoides endymion (de Man, 1906)